# Agrabah
Agrabah is een fictief koninkrijk uit de Disneyfilm Aladdin (1992), alsmede de bijbehorende twee vervolgfilms en de televisieserie.

## Achtergrondinformatie
Agrabah is gesticht door een man genaamd Hamed, een voorouder van de sultan en zijn dochter Jasmine. Deze grote handelsstad wordt omschreven als “een stad van mysterie, van betovering”. De samenleving ervan is een smeltkroes van sociale klassen, waardoor het er wemelt van de criminaliteit. De rijken wonen dichter bij het paleis, terwijl de armen juist dichter bij de ingangsmuur van de stad wonen. Onder de bevolking bevinden zich onder meer marskramers, dieven, heksen en tovenaars.
Zoals in de tv-serie genoemd is het bijvoeglijke naamwoord ‘Agrabanian’, oftewel Agrabaniaans. Een inwoner van Agrabah noem je een Agrabaniaan.
De Disneyfilm is gebaseerd op Aladin en de wonderlamp, een van de bekendste sprookjes uit de verhalencyclus Duizend-en-een-nacht (in het Engels vaak Arabian Nights genoemd).

## Ligging
Tijdens het introlied van de film is de stad voor het eerst te zien. Agrabah ligt in een dal en bestaat grotendeels uit gewone huizen, kleine straatjes en marktpleinen. Aan de overkant van de ingang van de stad ligt het immens grote paleis van de sultan.
Hoewel het om een fictieve stad gaat, wordt de exacte locatie meteen na het introlied genoemd. Zo zegt de marskramer: “Welcome to Agrabah, city of mystery, of enchantment, and the finest merchandise this side of the River Jordan! On sale today! Come on down!” Agrabah zou zich dus bevinden in de buurt van de Jordaan, een rivier die in werkelijkheid in het Midden-Oosten langs de grens loopt tussen Jordanië, de Palestijnse Westelijke Jordaanoever, Israël en het zuidwesten van Syrië. Daarnaast begroet hij de kijker met ‘salam’, een Arabisch woord dat in zowel Arabische als islamitische landen als algemene begroeting dient.
Het introlied vertelt overigens al meteen dat de stad zich in het Midden-Oosten dan wel in de Arabische wereld bevindt. In de Engelstalige en Hebreeuwstalige versie wordt gesproken van ‘Arabian nights’ en ‘leylot arav’ (dat beiden ‘Arabische nachten’ betekent) en in de Nederlandstalige versie gaat het om een ‘oosterse nacht’. De Arabische versie wijkt hierin af; de Jordaan wordt wel genoemd, maar er wordt niet gesproken van ‘Arabische nachten’. In plaats van het oosterse dan wel Arabische aspect te benoemen, wordt al meteen de liefde tussen Aladdin en Jasmine bezongen.

## Architectuur
De architectuur van Agrabah is geïnspireerd op de islamitische, Arabische en Perzische architectuur. Volgens de overlevering zou het voornamelijk gebaseerd zijn op het klassieke Bagdad. Echter, het sprookje van Aladdin speelt zich — in sommige versies — af in een islamitische stad in China, hoogstwaarschijnlijk een Oeigoers koninkrijk in Xinjiang. In de film en afgeleide producties wordt echter duidelijk dat Agrabah zich in de woestijn bevindt. De liveaction werd gedeeltelijk gefilmd in de Wadi Rum-woestijn in Jordanië.
Het paleis van de sultan is gebaseerd op de Taj Mahal in India. Het is overigens niet bekend of de naam Agrabah is afgeleid van Agra, de Indiase stad waar het wit marmeren mausoleum van Shah Jahan zich bevindt.